# História da mecânica quântica

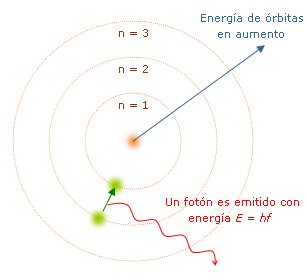
O modelo quântico do átomo de Niels Bohr desenvolvido em 1913, o qual incorporou uma explicação à fórmula de Johannes Rydberg de 1888; a hipótese quântica de Max Planck de 1900, isto é, que os radiadores de energia atómica têm valores de energia discreta ; o modelo de J. J. Thomson em 1904, o postulado de luz quântica de Albert Einstein em 1905 e o descobrimento em 1907 do núcleo atómico positivo feito por Ernest Rutherford.

A história da mecânica quântica entrelaçada com a história da química quântica começa essencialmente com o descobrimento dos raios catódicos em 1838 realizado por Michael Faraday, a introdução do termo corpo negro por Gustav Kirchhoff no Inverno de 1859-1860, a sugestão feita por Ludwig Boltzmann em 1877 sobre que os estados de energia de um sistema físico deveriam ser discretos, e a hipótese quântica de Max Planck em 1900, que dizia que qualquer sistema de radiação de energia atómica poderia teoricamente ser dividido num número de elementos de energia discretos {\displaystyle E\,}, tal que cada um destes elementos de energia seja proporcional à frequência {\displaystyle \nu \,}, com as que cada um poderia de maneira individual irradiar energia, como o mostra a seguinte fórmula:{\displaystyle E=h\nu \,}, onde {\displaystyle h\,} é um valor numérico chamado constante de Planck. Então, em 1905, para explicar o efeito fotoelétrico (1839), isto é, que a luz brilhante em certos materiais pode funcionar para expulsar elétrons do material, Albert Einstein postulou baseado na hipótese quântica de Planck, que a luz em si é composta de partículas quânticas individuais, as quais mais tarde foram chamadas de fótons (1926). A expressão "mecânica quântica" foi usada pela primeira vez num artigo de Max Born chamado Zur Quantenmechanik (A Mecânica Quântica). Nos anos que se seguiram, esta base teórica lentamente começou a ser aplicada a estruturas, reações e ligações químicas.

## Descrição
Por mais que a mecânica clássica, com as leis do movimento expostas por Isaac Newton, tivera bastante êxito na explicação dos movimentos dos objetos do dia a dia e dos planetas, a partir do final do século XIX surgiram indícios de falhas na sua aplicação a partículas tão pequenas quanto os elétrons.
Alguns experimentos foram capazes de demonstrar que a mecânica clássica falha ao analisar as transferências de quantidades muito pequenas de energia e os movimentos de corpos com massa muito pequena, como a radiação de corpo negro e o efeito fotoelétrico.
Em poucas palavras, em 1900 o físico alemão Max Planck introduziu a ideia de que a energia era quantizada, com o fim de derivar uma fórmula para a dependência da frequência observada com a energia emitida por um corpo negro. Classicamente, a energia era relacionada com a amplitude de movimento, e não com a frequência. Tal fato é considerado como marco do nascimento da Mecânica Quântica. Em 1905, Einstein explicou o efeito fotoelétrico por um postulado sobre que a luz, ou mais especificamente toda a radiação eletromagnética, pode ser dividida num número finito de "quanta de energia", que são localizados como pontos no espaço. Dá-se a introdução do artigo sobre quântica On a heuristic viewpoint concerning the emission and transformation of light (Um ponto de vista heurístico relacionado com a emissão e transformação da luz) de março de 1905:
Citação: "De acordo com as suposições a ser contempladas aqui, quando um raio de luz se está propagando desde em ponto, a energia não está distribuída continuamente sobre espaços cada vez maiores, mas é constituída de um número finito de quanta de energia que são localizados em pontos no espaço, movendo-se sem dividir-se e podendo ser absorvidos ou gerados só no seu conjunto." escreveu: «Albert Einstein»
Esta frase foi denominada a frase mais revolucionária escrita por um físico no século XX. Estes quanta de energia seriam chamados mais tarde de fóton, um termo introduzido por Gilbert N. Lewis em 1926. A ideia que cada fóton teria de consistir de energia em termos de quanta foi um feito notável, já que efetivamente eliminou a possibilidade que a radiação de um corpo negro alcançasse energia infinita, como observado na catástrofe do ultravioleta, o que se explicou em termos de formas de onda somente. Em 1913, Bohr explicou as linhas espectrais do átomo de hidrogénio, novamente utilizando quantização, em seu artigo On the Constitution of Atoms and Molecules (Sobre a Constituição de Átomos e Moléculas), publicado em julho de 1913.
Estas teorias, apesar de bem sucedidas , eram estritamente fenomenológicas.
A expressão "física quântica" foi usada pela primeira vez em Planck's Universe in Light of Modern Physics (O Universo em Luz da Física Moderna de Planck), de Johnston em 1931.
Em 1924, o físico francês Louis-Victor de Broglie apresenta a sua teoria de ondas de matéria, dizendo que as partículas podem exibir características de onda e vice-versa. Esta teoria era para uma partícula simples e derivada da teoria especial da relatividade. Baseando-se na aproximação de de Broglie, nasceu a mecânica quântica moderna em 1925, quando os físicos alemães Werner Heisenberg e Max Born desenvolveram a mecânica matricial e o físico austríaco Erwin Schrödinger inventou a mecânica de ondas e a equação de Schrödinger não relativista como uma aproximação ao caso generalizado da teoria de de Broglie. Schrödinger posteriormente demonstrou que ambos as aproximações eram equivalentes.